# Локна (деревня)
Локна — опустевшая деревня в Плавском районе Тульской области в составе Молочно-Дворского сельского поселения

## География
Деревня находится в юго-западной части Тульской области на расстоянии приблизительно 14 км на запад-юго-запад по прямой от города Плавск, административного центра района в верховьях одноименной речки.

## История
Отмечена была на карте уже только в 1993 году.

## Население
Постоянное население не было учтено как в 2002 году, так и в 2010.